# Stanisław Stasiulewicz
Stanisław Stasiulewicz (ur. 13 grudnia 1955) – artysta plastyk, malarz. Uprawia malarstwo, grafikę i rysunek.

## Życiorys
Ukończył studia na Wydziale Malarstwa Sztalugowego w krakowskiej ASP, w pracowni prof. Jana Szancenbacha (1983). Od 1985 bierze aktywny udział w życiu środowiska artystycznego w Bydgoszczy. Współpracował m.in. z Galerią Kruchta i Szkołą Bydgoską (współzałożyciel). Pełnił funkcję Prezesa Okręgu ZPAP (1993–1999). W latach 1983–1984 otrzymał stypendium MKiS. W 1994 był stypendystą Fundacji Pollock- Krasner w Nowym Jorku. Od wielu lat opiekuje się malarzami pod nazwą „Refleksjoniści” w ramach Warsztatów Terapii Zajęciowej. 

## Wystawy[3]
Posiada w swoim dorobku ponad 30 wystaw indywidualnych oraz udział w ponad 50 wystawach zbiorowych.

### Wystawy indywidualne (wybór)
- 1985 – Szkice na kartonie – malarstwo – Galeria „Kruchta”, Bydgoszcz
- 1987 – Malarstwo – Galeria Autorska J. Kaji i J. Solińskiego, Bydgoszcz
- 1988 – Malarstwo – (wraz z Piotrem Wójtowiczem) BWA - Bydgoszcz, Poznań, Rzeszów, Krosno.
- 1989 – Malarstwo – Galeria Polony, Poznań
- 1992 – Wycinanki – Galeria Kantorek, Bydgoszcz
- 1993 – Portret – malarstwo, pastel – Galeria Kantorek, Bydgoszcz
- 1994 – Malarstwo (Szkoła Bydgoska) – Klub Mózg, Bydgoszcz
- 1998 – Kolekcja Bydgoska – etiudy instalacyjne – Ready Made – Wieża Ciśnień, Bydgoszcz
- 2000 – „Coś = Coś” – Obrazy Bydgoskie – Galeria Non Fere, Bydgoszcz
- 2002 – „a propos” z cyklu „Pomyśl o sztuce” – Galeria Sztuki Ludowej i Nieprofesjonalnej, Bydgoszcz
- 2006 – Bydgoskie Rogi – Galeria Kantorek, Bydgoszcz
- 2006 – Empires – malarstwo, Pałac w Lubostrońu
- 2007 – „Studium Natury – Obrazy z Wyobraźni” – Galeria nad Brdą, Wyższa Szkoła Gospodarki w Bydgoszczy
- 2007 – Malarstwo, Zespół pałacowo-parkowy w Ostromecku, MOK, Bydgoszcz
- 2011 – „De-format Art”, Galeria Krytyków Pokaz – Warszawa (kurator Elżbieta Kantorek)
- 2012 – „Moje Błonie”, Dom Kultury Orion, BSM – Osiedle Błonie Bydgoszcz
- 2013 – „Ściana”, improwizacja obrazu w plenerze do koncertu zespołu Sing Sing Penelope.
- 2013 – Projekt akcji MCK, Wyspa Młyńska w Bydgoszczy
- 2015 – „Bydgoskie spiral’s”, (z okazji 25-lecia Galerii Kantorek) – Galeria Miejska BWA, Galeria Kantorek, Bydgoszcz
- 2015 – „Obrazy Bydgoskie”, Dom Muz, Toruń
- 2017 – „Bydgoskie Redi-Medi”, Galeria Miejska BWA, Galeria Kantorek, Bydgoszcz

### Wystawy zbiorowe (wybór)
- 1986 – „Sytuacje I” bydgoskie środowisko – Galeria Kruchta, Bydgoszcz
- 1986 – „Młodzi Twórcy w Bydgoszczy” – Galeria 85, Bydgoszcz
- 1988 – „Szancenbach i uczniowie” – cykl wystaw (Kraków, Toruń, Sopot, Wrocław, Warszawa)
- 1988 – Arsenał ’88, Warszawa
- 1989 – „Krytycy o nas”, (Bydgoscy artyści wybrani przez kuratora Marcelego Bacciarellego) – BWA, Sopot
- 1990 – XVI Konkurs Malarstwa im. J. Spychalskiego – BWA, Poznań
- 1990 – XV Festiwal Malarstwa Współczesnego, Szczecin
- 1990 – „Pięciu malarzy z Krakowa” – Salzburg, Austria
- 1994 – „Obraz inflancji, inflacja obrazu” – Galeria Schody, Lębork
- 1994 – „Biblia w malarstwie współczesnym polskim” – Muzeum Gdańsk – Oliwa
- 1995 – Sztuka na Pomorzu po 1945 roku (kurator Władysław Kazimierczak) – Muzeum Szczecin
- 1996 – „Ślady Znaki Symbole”, cykl wystaw (Gruse, Koba, Sawicka, Wójtowicz) – Bydgoszcz, Przemyśl, Krosno, Sandomierz,
- 1996 – Puciata i jego goście – TPS, Pałac Sztuki, Kraków
- 2000 – Festiwal Malarstwa Współczesnego – Szczecin
- 2018 – „Pracownia 303” – uczniowie prof. Jana Szancenbacha – Pałac Sztuki, Kraków

### Udział w wystawach środowiska bydgoskiego oraz przeglądach (wybór)
- 1991 – „Świetlica”, aranżacja – Galeria Kantorek, Bydgoszcz
- 1991 – Akcja plakatowania „Pomyśl o Sztuce”
- 1991 – „Wysoki Zamek” wystawa, aranżacja, akcja – BWA Bydgoszcz
- 1992 – „Serca w Czekoladzie” – Trytony, Bydgoszcz
- 1997 – Wystawka „Spearmuhle” – FRSG Mózg
- 2000 – „Ta Ziemia jest Kwiatem” , VII Konstrukcja w Procesie (Międzynarodowy cykl działań artystycznych ) – Muzeum im. L. Wyczółkowskiego, Bydgoszcz
- 1992–2002 – Biennale Plastyki Bydgoskiej (1996 – wyróżnienie, 1998 – III nagroda, 2002 – III nagroda)
- 2005–2006 – Dzieło Roku – ZPAP Bydgoszcz (2005 i 2006– wyróżnienie)
- 2008 – 50 lecie ZPAP – Okręg Bydgoski, Galeria Miejska BWA oraz MOB Bydgoszcz
- 2008–2011 – Kasetka Szkoły Bydgoskiej – cykl prezentacji tematycznych (projekt ZbyZiela, realizacja wspólna Szkoły Bydgoskiej)
- 2009 – 5th Mózg Festiwal – Szkoła Bydgoska (realizacja billboard-art na Muzeum im. L. Wyczółkowskiego), Bydgoszcz
- 2010 – „HALLO!”, Wystawa autoportretu środowiska bydgoskiego, Galeria Miejska BWA, Bydgoszcz
- 2014 – Konkurs im. Leona Wyczółkowskiego, ZPAP, Galeria Miejska BWA, Bydgoszcz
- Pomyśl o Sztuce – Szkoła Bydgoska – Wystawy i akcje programowe (Krzysztof Gruse i Zbigniew Zieliński)
- 2018 – „Było nie było”, Wystawa retrospektywa – Szkoła Bydgoska, Galeria Miejska BWA, Galeria Kantorek, Bydgoszcz

### Wystawy jubileuszowe
- 1993 – Malarstwo (z okazji 10-lecia pracy twórczej) – BWA, Bydgoszcz
- 2003 – „Obrazy Jass-ne” (z okazji 20-lecia pracy twórczej) – Galeria Kantorek, Bydgoszcz
- 2008 – „Ojczyzno, oddaj życia bohaterom” (z okazji 25-lecia pracy twórczej) – Galeria Miejska BWA, Galeria Kantorek, Bydgoszcz
- 2013 – „XXX-L” (z okazji 30-lecia pracy twórczej) – Galeria Wspólna, MCK, Bydgoszcz
- 2022/2023 – „De facto – Jutro będzie lepiej” (z okazji 40-lecia pracy twórczej) – Galeria Miejska BWA, Bydgoszcz